# Amnisa singularis
Amnisa singularis är en insektsart som beskrevs av Stsl 1862. Amnisa singularis ingår i släktet Amnisa och familjen sköldstritar. Inga underarter finns listade i Catalogue of Life.